# Leptognathia paramanca
Leptognathia paramanca is een naaldkreeftjessoort uit de familie van de Leptognathiidae. De wetenschappelijke naam van de soort is voor het eerst geldig gepubliceerd in 1958 door Lang.